# 陈忱
陈忱（1615年—1670年），字遐心，号雁宕山樵，乌程（今浙江湖州）人，明末清初作家。

## 生平
早年曾四处巡游。明亡后，与顾炎武、归庄、顾樵等人组织惊隐诗社，进行反清复明活动。

## 《水浒后传》
陈忱在晚年作《水浒后传》一书，借水浒故事而抒发亡国之思。《水浒后传》为《水浒传》续书中艺术价值较高的一部。

## 其他著作
其他著作有《雁宕杂著》、《雁宕诗集》等，已散佚。